# 空對角線

法國各行政區劃的人口密度圖。兩條虛線之間的區域大致代表了空對角線的範圍。西北—東南的實線為勒阿弗尔—馬賽線。此線以東約有法國60%的人口。

空對角線（法語：diagonale du vide）是一個低密度人口帶，從法國西南部朗德省一直延伸到東北部的默茲省。與法國其他地區相比，對角線的人口密度非常低。

## 描述
此低人口密度的區域（少於30人/km²）的形成原因主要乃是農村人口外流，以及19、20世紀間城市化的後果。某些評論者傾向將此區域稱為「低人口密度對角線」（diagonale des faibles densités），並認為「空對角線」一詞具貶義，且言過其實。儘管如此，法國國土規劃暨區域政策署（DATAR）仍使用此名稱。此名稱亦是最通用的名稱。
此人口分佈的現象在省級行政區上較為顯著，在大區的層級上較不明顯。低人口的對角線也不只限於法國境內，而是一路延伸到西班牙和葡萄牙，稱作大陸對角線。（continental diagonal）。

## 地圖

各行政區劃的人口密度，紅色為密度高，綠色為密度中，藍色為密度低
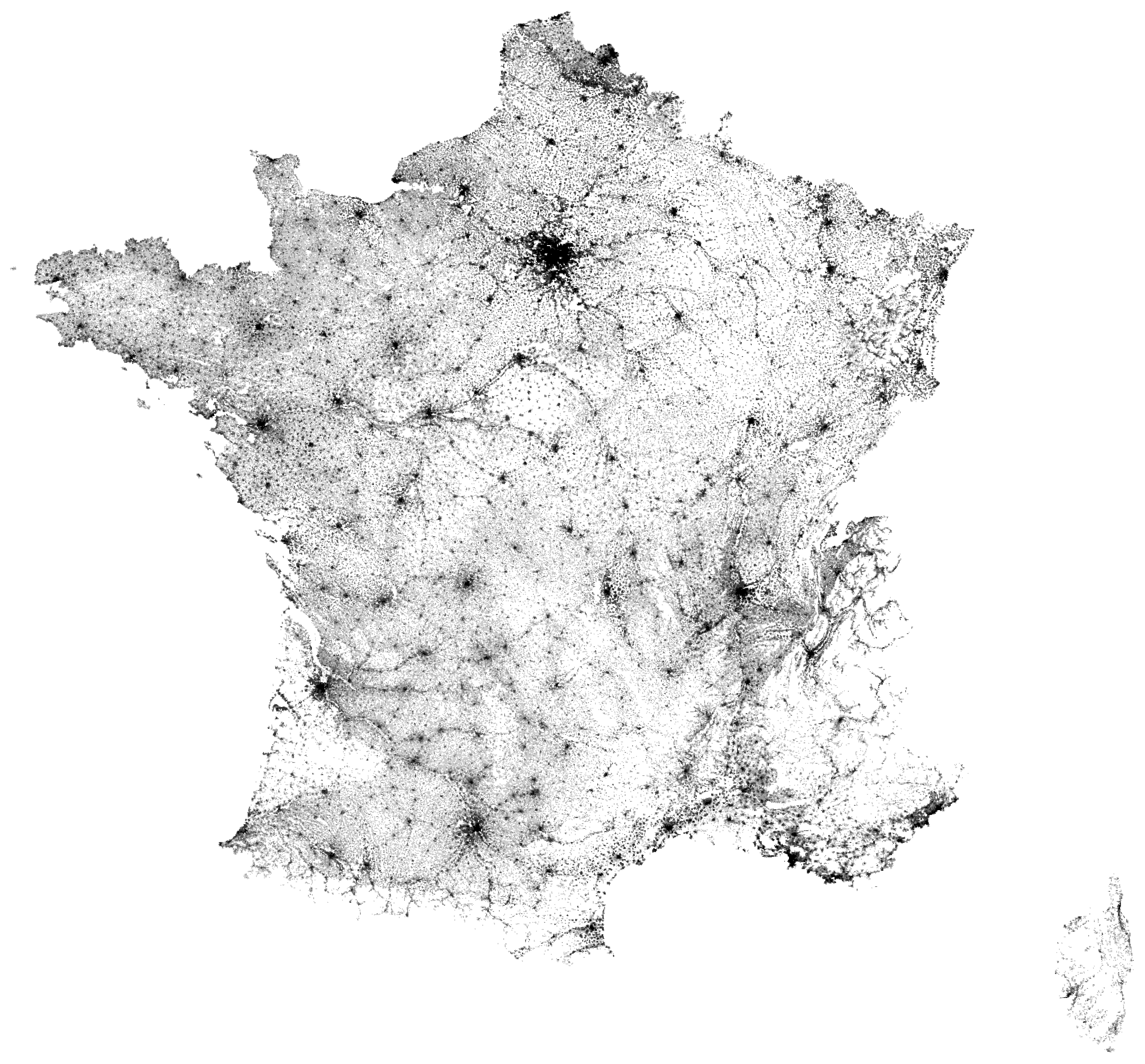
人口密度圖，黑點代表人口分佈。